# Kamel Chebli
Pour les articles homonymes, voir Chebli (homonymie).
Kamel Chebli, né le 9 mars 1954 à Tunis, est un joueur et entraîneur de football tunisien qui évoluait au poste de défenseur au Club africain.

## Biographie
Il grandit entre Bab Alioua et Montfleury. À l'âge de douze ans, il signe sa première licence avec le Widad de Montfleury, avec lequel il reste quatre ans avant de rejoindre le Club africain.
En 1975, il commence sa carrière avec les professionnels ; il honore un an plus tard sa première sélection nationale face à l'Arabie saoudite. Il dispute avec elle la coupe du monde 1978 organisée en Argentine.
En 2009, il est nommé entraîneur de l'Avenir sportif de La Marsa avec pour objectif de faire remonter le club en Ligue I. Il réussit à atteindre son objectif mais fut limogé au début de la saison suivante pour manque de bons résultats.

## Carrière

### Joueur
- 1965-1970 : Widad de Montfleury (Tunisie)
- 1970-1987 : Club africain (Tunisie)

### Entraîneur
- 1993-1994 : Union sportive monastirienne (Tunisie)
- 1994-1995 : Club sportif des cheminots (Tunisie)
- 1995-1995 : Sporting Club de Ben Arous (Tunisie)
- 1996-1997 : Association sportive de l'Ariana (Tunisie)
- 1998-1998 : Sporting Club de Ben Arous (Tunisie)
- 1998-1999 : Al Sha'ab Sharjah (Émirats arabes unis, entraîneur adjoint)
- 2000-2001 : Grombalia Sports (Tunisie)
- 2001-2002 : Club olympique de Médenine (Tunisie)
- 2003-2003 : Association sportive de Djerba (Tunisie)
- 2004-2004 : Étoile sportive de Béni Khalled (Tunisie)
- 2004-2005 : Club africain (Tunisie)
- 2005-2005 : Al Nasr Salalah (Oman)
- 2007-2007 : Al Hilal Benghazi (Libye)
- 2007-2008 : Avenir sportif de Kasserine (Tunisie)
- 2008-2009 : Dibba Al-Hisn Sports Club (en) (Émirats arabes unis)
- 2009-2010 : Avenir sportif de La Marsa (Tunisie)

## Palmarès
- Championnat de Tunisie : 1979, 1980
- Coupe de Tunisie : 1976
- Supercoupe de Tunisie : 1979
- Coupe du Maghreb des clubs champions : 1975